# Need for Speed II
Need for Speed II (pubblicato in Giappone come Over Drivin' II) è un videogioco di corsa, sviluppato da EA Canada e pubblicato da Electronic Arts nel 1997. Esso è il secondo videogioco della serie di Need for Speed.
Di tale titolo esistono due versioni:
- la prima prevede sei tracciati (più uno bonus) e nove vetture (McLaren F1, Ford GT90, Ferrari F50, Lotus GT1, Lotus Esprit V8, Jaguar XJ220, Italdesign Calà e Isdera Commendatore 112i, più il bonus Ford Indigo).
- la seconda Special Edition aggiunge un tracciato e altre quattro vetture in più, oltre al supporto di alcune schede 3D.

In entrambe, ci sono tre modalità di gioco: gara singola, torneo, e per la prima volta la gara knockout (a eliminazione).